# Fly Me to the Moon
Fly Me to the Moon – standard muzyki popularnej i jazzowej skomponowanym w 1954 roku przez Barta Howarda. Przez autora został zatytułowany In Other Words, jednak powszechnie jako tytuł przyjęły się pierwsze słowa tekstu utworu. 
Utwór był wykonywany przez wielu artystów i znalazł się na wielu albumach. Fly Me to the Moon nagrywali między innymi:
- Brenda Lee
- Julie London
- Felicia Sanders
- Nat King Cole (album Nat King Cole Sings/George Shearing Plays)
- Doris Day (album Latin for lovers)
- Frank Sinatra (album It Might as Well Be Swing)
- Tony Bennett
- Astrud Gilberto (album The Shadow of Your Smile)
- Oscar Peterson (album Tristeza on Piano)
- Diana Krall (koncertowy album Live in Paris, także na koncercie z okazji 40 rocznicy misji Apollo 11 29 lipca 2009)
- Westlife (drugi singel z albumu Allow Us to Be Frank, 2004)
- Yannick Bovy (album Better Man, 2011)
- ending anime Neon Genesis Evangelion, śpiewany przez wielu wykonawców (m.in. Claire, Megumi Hayashibara)
- Główny utwór w grze Bayonetta
- Jason Mraz